# Moore und Weiher um Brunnen
Moore und Weiher um Brunnen ist ein vom Regierungspräsidium Tübingen am 20. Dezember 1996 durch Verordnung ausgewiesenes Naturschutzgebiet auf dem Gebiet der Städte Kißlegg und Bad Wurzach im Landkreis Ravensburg. Das Naturschutzgebiet ist Bestandteil des FFH-Gebiets Feuchtgebiete bei Waldburg und Kißlegg

## Lage
Das Gebiet Moore und Weiher um Brunnen liegt rund um den Weiler Brunnen westlich von Immenried. Das Gebiet gehört zum Naturraum Westallgäuer Hügelland.

## Schutzzweck
Der Schutzzweck ist laut Verordnung „die Erhaltung, Förderung und Optimierung eines ökologisch hochwertigen Moor‑ und Feuchtgebietskomplexes als Lebensraum einer artenreichen gefährdeten Pflanzen‑ und Tierwelt und als Rückzugsraum spezialisierter Arten, die auf nicht oder nur extensiv genutzte, gering belastete Flächen angewiesen sind, als Landschaftsteil von besonderer landschaftlicher Schönheit, als kulturhistorisches Zeugnis einer jahrhundertealten Weiherwirtschaft“ und „als wichtigem Bestandteil im Lebensraumverbund von Feuchtgebieten in der Region des württembergischen Allgäu“.

## Landschaftscharakter
Das Gebiet liegt in der Endmoränenlandschaft und umfasst mehrere Moore und Weiher, darunter den Holzmühleweiher, den Brunner Weiher, das Rotmoos, das Bustenmoos und das Oberreuter Moos. Dabei sind im Gebiet mehrere verschiedene Moortypen zu finden. Es gibt sowohl Hochmoore, als auch Verlandungsmoore und Versumpfungsmoore. Auch Kleinseggenriede und Erlenbruchwälder sind vorhanden. Das größte Gewässer im Naturschutzgebiet ist der Holzmühleweiher. In den Mooren sind deutliche Spuren der früheren Nutzung zu erkennen. Teile der Torfkörper wurden entwässert und abgetorft und später mit Fichten aufgeforstet. Auf den noch vorhandenen Hochmoorflächen haben sich Spirken-Bestände etabliert.

## Flora und Fauna
Zu den nennenswerten Arten im Gebiet zählen unter anderem der Hochmoorgelbling, der Blauäugige Waldportier, der Gemeine Wasserschlauch, die Hochmoor-Mosaikjungfer, die Arktische Smaragdlibelle, der Märzenbecher, die Davall-Segge, der Weiße Germer, die Sumpfschrecke und der Warzenbeißer.